# محمد كيلاني (ممثل سوري)
محمد كيلاني (21 يناير 1968 في حي الميدان في دمشق في سوريا -) ممثل سوري اشتهر بأدائه دور الشرطي في أغلب الأعمال التي قدمها والتي بلغت أكثر من 120 عملًا.

## أعماله
بعض الأعمال التي شارك فيها:
- الخطيبة
- مرايا 96
- عيلة 7 نجوم
- مرايا 97
- الرجل الآلي
- عيلة 6 نجوم
- لوين
- عودة غوار: الأصدقاء
- فرصة العمر
- رمح النار
- مقامات بديع الزمان الهمذاني
- عشاق الخيل
- حديث المرايا
- ألو جميل ألو هناء
- أبو المفهومية
- ذكريات الزمن القادم
- أحلى المرايا
- ليالي الصالحية
- الوزير وسعادة حرمه
- باب الحارة الجزء الأول والرابع والخامس والثامن
- هيك تجوزنا
- الآباء الصغير
- قلبي معكم
- الحوت
- تحت المداس
- زمن العار
- ابن الأرندلي
- الخبز الحرام
- كشف الأقنعة
- الولادة من الخاصرة
- رجال العز
- علاقات خاصة
- عن الهوى والجوى
- مسافة أمان
- فرصة أخيرة
- سايكو
- بقعة ضوء الجزء 13 و14
- شوارع الشام العتيقة
- سوق الحرير
- شارع شيكاغو

## وصلات خارجية
- محمد كيلاني على موقع قاعدة بيانات الأفلام العربية